# Nambiquaras
Os nambiquaras são um povo indígena brasileiro. Estão localizados no oeste do Mato Grosso e em Rondônia entre as adjacências do estado de Rondônia, entre os afluentes dos rios Juruena e Guaporé até as cabeceiras dos rios Ji-Paraná e Roosevelt.
Em 1999, somavam 1145 indivíduos. Seus costumes são a caça e a coleta e quase nunca tiveram contato com os não índios  até 1965, quando os não índios começaram a invadir suas terras para o garimpo e para a extração ilegal de madeira.

## Outros nomes, grafias e etimologia
Também chamados nambikwara, anusu, anunzê, nanbikuara, nambikuara, nambikwara, nhambikuara ou nhambiquaras.

## Características
Seus subgrupos são os nambiquaras do campo (Mato Grosso e Rondônia), nambiquaras do Norte (Mato Grosso e Rondônia), nambiquaras do Sararé (Mato Grosso) e nambiquaras do Sul (Mato Grosso).
Sua língua pertence à família nambiquara.
Famosos na história da etnologia brasileira por terem sido contatados “oficialmente” pelo Marechal Rondon e por terem sido estudados pelo renomado antropólogo Claude Lévi-Strauss, os nambiquaras vivem hoje em pequenas aldeias, nas altas cabeceiras dos rios Juruena, Guaporé e (antigamente) do Madeira.
Habitam tanto o cerrado, quanto a floresta amazônica e as áreas de transição entre estes dois ecossistemas. Os nambiquaras ocuparam uma extensa região no passado e se caracterizaram pela mobilidade espacial. Dotados de uma cultura material aparentemente simples e de uma cosmologia e um universo cultural extremamente complexos, os nambiquaras têm preservado sua identidade através de um misto de altivez e abertura ao mundo.